# Henrique Granadeiro
Henrique Granadeiro  (Río de Moinhos, Borba, 1943) es un economista, empresario y gestor portugués.

## Biografía
De origen humilde, se licenció en Economía y Administración de Empresas en el antiguo Instituto de Estudios Superiores de los jesuitas de Évora en 1968 con ayudas de la Fundación Gulbenkian y de la familia Espírito Santo. En 1974 fue nombrado director general de Acción Regional en el Ministério da Administração Interna y en 1976, embajador y representante de Portugal  en la OCDE. Fue jefe de la Casa Civil del Presidente de la República, general Ramalho Eanes, entre 1976 y 1979, y presidió el  IFADAP - Instituto Financeiro de Apoio ao Desenvolvimento da Agricultura e Pescas, entre 1987 y 1990.

## Trayectoria
Entre otros cargos ha sido administrador de Standart Eléctrica y de la constructora MN-Tiago (1981); administrador-delegado de la Fundación Eugénio de Almeida, de 1981 a 1987;  consejero de Sojornal e Controljornal (Grupo Impresa), entre 1990 y 2001; presidente del Conselho Fiscal da Seguros e Pensões Gere (Grupo BCP) (1993); presidente de la comisión ejecutiva de Lusomundo Media, entre 2002 y 2004, y de Portugal Telecom, de 2003 a 2008. Ha estado también vinculado al Banco Finantia, desde 2001, y ha presidido el Conselho Geral de la Universidad de Lisboa, desde 2009. En 2008 fue nombrado consejero de Portugal Telecom y el 4 de junio de 2013 fue nombrado CEO  de PT, acumulando ambas funciones. El 7 de agosto de 2014, anunció en un comunicado su renuncia a todos sus cargos en Portugal Telecom.

## Patrimonio
- Ficha en la revista Forbes Archivado el 9 de agosto de 2014 en Wayback Machine.